# Shrewsbury School
Koordinaten: 52° 42′ 13,7″ N, 2° 45′ 43,9″ W

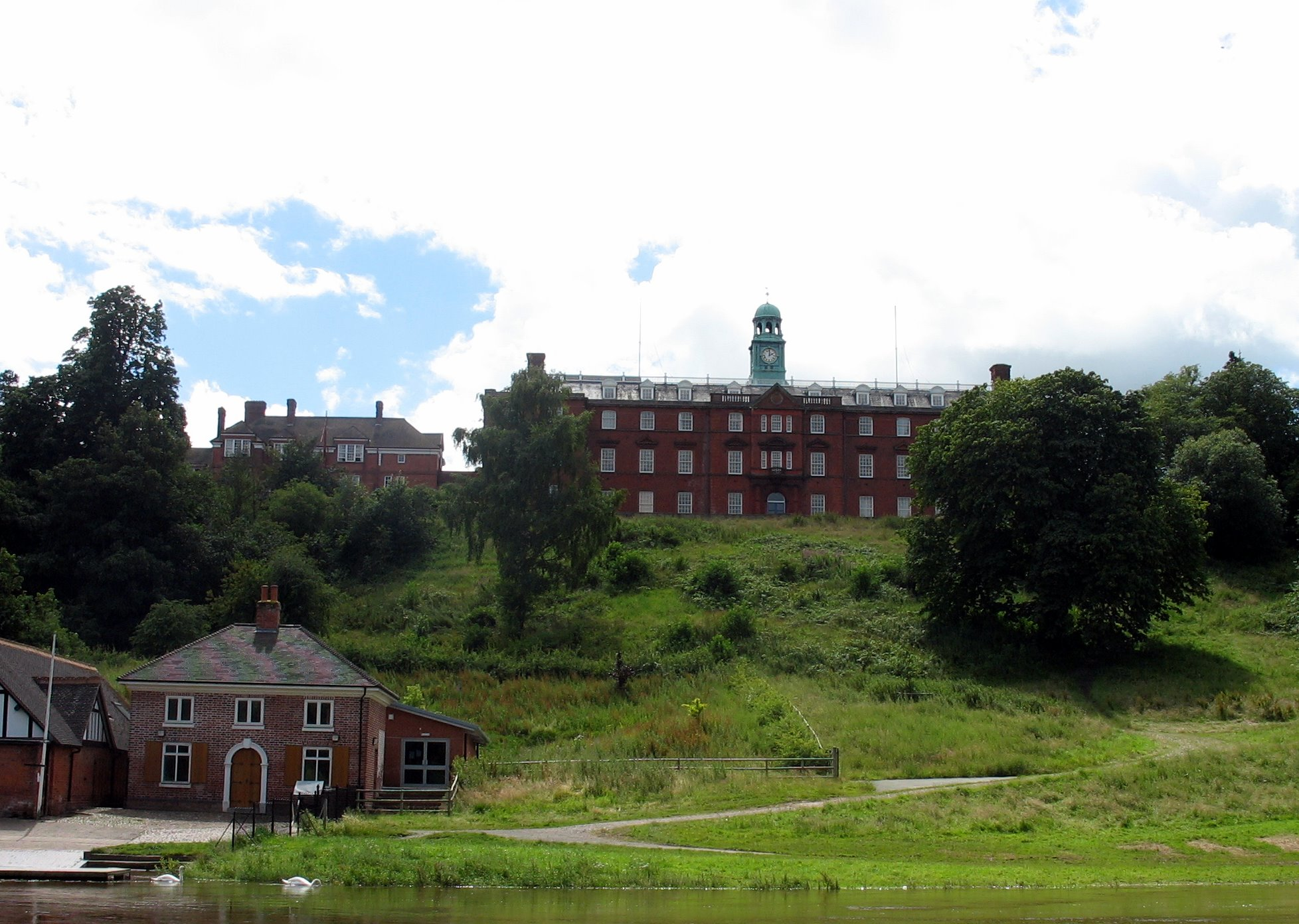
Shrewsbury School

Die Shrewsbury School wurde 1552 durch eine Royal Charter von König Edward VI durch Adam Jones in der Stadt Shrewsbury gegründet. Das Wappen der Schule ist das Wappen Edward VI. Die Schule war eine von neun Schulen, die im Public Schools Act von 1868 genannt wurden. Die Schule hat heute rund 680 Schüler, von denen etwa 130 Schüler nicht im Internat leben. Die Schüler werden mit 13 Jahren auf der Grundlage einer Eignungsprüfung aufgenommen. Seit 2008 können auch Schülerinnen an der Schule aufgenommen werden.
Die Schule war bei ihrer Gründung in drei Holzhäusern untergebracht. Von den ursprünglichen Gebäuden ist heute nur noch Riggs Hall erhalten. Die Schule richtete sich bei ihrer Gründung maßgeblich am Calvinismus aus und wohlhabende protestantische Familien aus Shrewsbury, Shropshire und dem Norden von Wales sandten ihre Söhne in die Schule. Die steinernen Schulgebäude wurden bis 1630 fertiggestellt und die Schule nutzte sie, bis sie 1882 an ihren heutigen Standort oberhalb des Flusses Severn umzog. Die ehemaligen Schulgebäude werden heute als Städtische Bibliothek von Shrewsbury genutzt.
Zu den ehemaligen Schülern, die Old Salopians genannt werden, gehören unter anderem:
- Christopher Booker (* 1937), Journalist, Gründer des Satiremagazins Private Eye
- Tim Booth (* 1960), Musiker
- William George Clark (1821–1878), Altphilologe und Shakespeare-Forscher
- Michael Heseltine (* 1933), konservativer Politiker
- Richard Ingrams (* 1937), Journalist, Gründer des Satiremagazins Private Eye
- Martin Rees (* 1942), Astronomer Royal, Präsident der Royal Society

Zu den ehemaligen Schulleitern der Schule gehören:
- Thomas Ashton (1561–1571, Schulgründer)
- Samuel Butler (1798–1836)
- Henry Whitehead Moss (1866–1908)
- John Wolfenden (1944–1950)

Die Schule gibt die Zeitschrift Public Nose heraus, die in ihrem Namen ganz bewusst auf die Satirezeitschrift Private Eye anspielt, aber ganz im Gegensatz dazu eine Schülerzeitung ist, die ernsthaft über aktuelle Ereignisse berichtet. Die allein von Schülern produzierte Zeitung The Falopian ist hingegen eine Satirezeitung, die sich an Private Eye orientiert. Die Schule selbst gibt eine Zeitung mit dem Titel The Salopian heraus, die sich hauptsächlich an die Mitarbeiter der Schule und die Eltern der Schüler richtet und über aktuelle Ereignisse berichtet, die die Schule betreffen.